# Wersi
Wersi är ett tyskt företag som tillverkar elektroniska orglar, keyboards och pianon.
Produkterna har ett öppet gränssnitt (OAS) i Microsoft Windows som möjliggör för tredjepartsprogramvara att integreras för funktioner som synthesizers.